# 신화중학교
신화중학교는 대한민국 서울특별시 양천구 신월동에 있는 공립 중학교이다.

## 학교 연혁
- 1969년 11월 11일 : 화곡여자중학교 36학급 설립 인가
- 1969년 11월 15일 : 초대 이희복 교장 취임
- 1970년 3월 3일 : 강서구 화곡동 374(현 월정초등학교 위치)에서 개교
- 1973년 2월 27일 : 제1회 졸업식
- 1982년 2월 19일 : 양천구 신월5동 17-7(현위치)로 교사 이전
- 2000년 3월 1일 : 신화중학교(남녀공학)으로 교명 변경
- 2018년 1월 31일 : 신화창조관 준공(다목적 체육관 및 급식실)
- 2018년 8월 31일 : 친환경 운동장 조성
- 2022년 3월 1일 : 박세란 제17대 교장 취임
- 2023년 2월 3일 : 제51회 졸업식(졸업식 187명, 누계 35,387명 배출)

## 참고 자료
- 신화중학교 - 한국교육학술정보원 학교알리미